# Sitio 1S del cosmódromo de Vostochny
El sitio 1S del cosmódromo de Vostochny (en ruso: Площадka-1C) es un complejo de lanzamiento en el cosmódromo Vostochny, en Rusia. Consiste en una única plataforma para su uso por parte de los vehículos de lanzamiento Soyuz-2.
El 28 de abril de 2016, se realizó el primer lanzamiento desde el cosmódromo Vostochny desde esta plataforma. El tercer lanzamiento tuvo lugar el 1 de febrero de 2018. La misión Meteor M2-2, el quinto lanzamiento desde esta plataforma, tuvo lugar el 5 de julio de 2019. Desde diciembre de 2020, Arianespace utiliza esta plataforma para lanzar satélites OneWeb, con 6 lotes lanzados entre diciembre de 2020 y octubre de 2021.

## Historial de lanzamiento
| N.º | Fecha/Hora (UTC) | Tipo                  | Nro. de serie | Carga útil | Orbita | Resultado |
| --- | ---------------- | --------------------- | ------------- | --- | ------ | --------- |
| 1   | 28-04-2016 02:01 | Soyuz-2.1a / Volga    | R15000-001    | MVL-300, Aist-2D, SamSat 218 | LEO    | Éxito     |
| 2   | 28-11-2017 05:41 | Soyuz-2.1b / Fregat-M | N15000-001    | Meteor-M No.2-1, Baumanets 2, LEO Vantage 2, IDEA-OSG 1, AISSat-3, Corvus-BC 3, Lemur-2 x 10, D-Star One, SEAM                    | LEO    | Falla     |
| 3   | 01-02-2018 02:07 | Soyuz-2.1a / Fregat-M | N15000-002    | Kanopus-V No.3, Kanopus-V No.4, S-Net 1-4, Lemur-2 x 4, D-Star One v1.1, Phoenix                                                  | LEO    | Éxito     |
| 4   | 27-12-2018 02:07 | Soyuz-2.1a / Fregat-M | Ya15000-003   | Kanopus-V No.5, Kanopus-V No.6, GRUS-1, ZACube-2, Lume-1, Lemur-2 x 8, D-Star One iSat, D-Star One, Sparrow, UWE-4, Flock-3k x 12 | LEO    | Éxito     |
| 5   | 05-07-2019 05:41 | Soyuz-2.1b / Fregat-M | Ya15000-002   | Meteor-M 2-2, EXOCONNECT, El Camino Real, Move-Ilb                                                                                | SSO    | Éxito     |
| 6   | 18-12-2020 12:26 | Soyuz-2.1b / Fregat   | V15000-004    | OneWeb x 36 | LEO    | Éxito     |
| 7   | 25-03-2021 02:47 | Soyuz-2.1b / Fregat   | V15000-005    | OneWeb x 36 | LEO    | Éxito     |
| 8   | 25-04-2021 22:14 | Soyuz-2.1b / Fregat   | V15000-006    | OneWeb x 36 | LEO    | Éxito     |
| 9   | 28-05-2021 17:38 | Soyuz-2.1b / Fregat   | V15000-007    | OneWeb x 36 | LEO    | Éxito     |
| 10  | 01-07-2021 12:48 | Soyuz-2.1b / Fregat   | Kh15000-008   | OneWeb x 36 | LEO    | Éxito     |
| 11  | 14-10-2021 09:40 | Soyuz-2.1b / Fregat   | Kh15000-009   | OneWeb x 36 | LEO    | Éxito     |
| 12  | 22-10-2022 19:57 | Soyuz-2.1b / Fregat   | Kh15000-011   | Gonets-M 23/24/25 (33L/34L/35L), Skif-D                                                                                           | LEO    | Éxito     |
| 13  | 26-05-2023 21:14 | Soyuz-2.1a / Fregat   | B15000-004    | Kondor-FKA №1 | SSO    | Éxito     |
| 14  | 27-06-2023 11:34 | Soyuz-2.1b / Fregat   | Kh15000-010   | Meteor-M No.2-3, 18 satélites rideshare                                                                                           | SSO    | Éxito     |
| 15  | 10-08-2023 23:10 | Soyuz-2.1b / Fregat   | V15000-003    | Luna 25 (Luna-Glob lander) | TLI    | Éxito     |
| 16  | 29-02-2024 05:43 | Soyuz-2.1b / Fregat   | S15000-012    | Meteor-M No.2-4 18 satélites rideshare                                                                                            | SSO    | Éxito     |
| 17  | 04-11-2024 23:18 | Soyuz-2.1b / Fregat   | S15000-013    | Ionosfera-M №1, Ionosfera-M №2, 53 satélites rideshare                                                                            | SSO    | Éxito     |
| 18  | 29-11-2024 21:52 | Soyuz-2.1a / Fregat   | S15000-005    | Kondor-FKA №2 | SSO    | Éxito     |
| 19  | 25-07-2025 05:54 | Soyuz-2.1b / Fregat   | K15000-015    | Ionosfera-M №3, Ionosfera-M №4, 18 satélites rideshare                                                                            | SSO    | Éxito     |